# Cambetta
Die Cambetta (Plural Cambette) war ein Getreidemaß in Genua.
- 1 Mina = 8 Quarts = 96 Cambette
- 1 Cambetta war 61,3 Pariser Kubikzoll (61 ½ Pariser Kubikzoll[1]) = 1 7/33 Liter
- 96 Cambette = 5884,651031616 Pariser Kubikzoll[2]

Das Salzmaß Mondino hatte 768 Cambette.